# ارتش ششم ایالات متحده آمریکا
ارتش ششم ایالات متحده (انگلیسی: Sixth United States Army) ارتش جبهه‌ای ارتش ایالات متحده است. حوزه مسئولیت آن شامل ۳۱ کشور و ۱۵ منطقه ویژه در آمریکای مرکزی و جنوبی و کارائیب است. دفتر مرکزی آن در پایگاه سام هیوستون است. ارتش ششم در طول جنگ جهانی دوم خدمات گسترده‌ای را در اقیانوس آرام جنوبی انجام داد، از جمله در بریتانیای نو، گینه نو و فیلیپین. پس از جنگ تا زمان غیرفعال شدن در هنگام کاهش نیرو در ۱۹۹۵، در خدمت نیروهای ارتش در خارج از کشور بود. ارتش در سال ۲۰۰۷ دوباره فعال شد.